# Bridget Everett
Bridget Everett (Manhattan, 21 aprile 1972) è un'attrice, cantante, comica, cabarettista e sceneggiatrice statunitense.

## Discografia

### Album in studio
- 2013 – Pound It
- 2015 – Gynecological Wonder

### Singoli
- 2013 – Titties
- 2013 – What I Gotta Do?
- 2016 – Eat It
- 2017 – Pussy Grabs Back

## Filmografia

### Cinema
- Sex and the City (Sex and the City: The Movie), regia di Michael Patrick King (2008)
- Gayby, regia di Jonathan Lisecki (2012)
- The Opposite Sex, regia di Jennifer Finnigan e Jonathan Silverman (2014)
- Un disastro di ragazza (Trainwreck), regia di Judd Apatow (2015)
- Patti Cake$, regia di Geremy Jasper (2017)
- Fun Mom Dinner, regia di Alethea Jones (2017)
- Patto d'amore (Permission), regia di Brian Crano (2017)
- Little Evil, regia di Eli Craig (2017)
- The Stand In, regia di Jamie Babbit (2020)
- Breaking News a Yuba County (Breaking News in Yuba County), regia di Tate Taylor (2021)

### Televisione
- Jeffrey & Cole Casserole – sketch comedy, 14 episodi (2009) – cabarettista
- 2 Broke Girls – serie TV, episodio 1x18 (2012)
- Inside Amy Schumer – sketch comedy, 10 episodi (2013-2016)
- The Bachelorette – programma televisivo, episodio 11x03 (2015)
- Difficult People – serie TV, episodio 1x03 (2015)
- Girls – serie TV, episodio 5x01 (2016)
- Not Safe with Nikki Glaser – sketch comedy, 3 episodi (2016)
- Lady Dynamite – serie TV, 12 episodi (2016-2017)
- No Activity – serie TV, episodio 1x7 (2017)
- Another Period – serie TV, episodio 3x09 (2018)
- Camping – serie TV, 5 episodi (2018)
- Bobcat Goldthwait's Misfits & Monsters – serie TV, episodio 1x05 (2018)
- Unbelievable – miniserie TV (2019)
- Living with Yourself – serie TV, episodio 1x08 (2019)
- AJ and the Queen – serie TV, episodio 1x06 (2020)

### Doppiaggio
- Carol e la fine del mondo (Carol & The end of the World) – serie animata, voce di Elena Kohl (2023)

## Doppiatrici italiane
Nelle versioni in italiano delle opere in cui ha recitato, Martha Kelly è stata doppiata da:
- Patrizia Burul in Un disastro di ragazza
- Sabrina Duranti in Lady Dynamite
- Barbara Castracane in Patti Cake$
- Anna Radici in Fun Mum Dinner
- Daniela Abbruzzese in Unbelievable
- Tiziana Avarista in Breaking News a Yuba County

Da doppiatrice, è sostituita da:
- Eleonora De Angelis in Carol e la fine del mondo